# Erik Monrad
Erik Frederik Johansen Monrad (24. maj 1607 – 26. juni 1650) var en dansk biskop. 
Han var født i Ketting på Als, hvor faderen, magister Johan Monrad, var provst og præst (død 1623); moderen hed Anna Vogetia. Monrad hørte til en adelig familie, som fra Tyskland (oprindeligt stammende fra Ungarn) indvandrede til Danmark. Familien sagdes at være besvogret til Martin Luther.
Erik Monrad gik i skole først i Sønderborg, derpå i Nyborg, til sidst på Odense Gymnasium; han studerede først i Rostock (1622), men blev 1627 indskrevet ved Københavns Universitet, hvor han blev særlig yndet af Jesper Brochmand; var efter dennes anbefaling i nogle år udenlands som hovmester for en ung adelsmand. 
1637 blev han sognepræst i Middelfart og 1642 ved Helligånds Kirke i København, hvorfra han 30. august 1643 blev kaldet til biskop i Ribe, vistnok uden foregående valg, men direkte udnævnt af kongen, der meget yndede ham og oftere på gennemrejser havde logeret hos ham i Middelfart. 
1646 tog han den teologiske doktorgrad, men døde allerede fire år senere under et ophold i København. Gift 1637 med Margrethe Bang (f. 1616 d. 1669), præstedatter fra Flemløse og halvsøster til professor Thomas Bang. Med Margrethe fik han en datter og fire sønner.
Af skrifter har Erik Monrad kun ladet trykke 4 lig-prædikener, men han siges ellers foruden store åndsgaver og et smukt ydre at have besiddet "honningsød" veltalenhed.
Erik Monrad lod, som biskop, den latinske korsang i domkirken afløse af en tilsvarende dansk korsang. Kilderne anfører, at han skulle have optrådt temmelig myndig og stridbar, både over for magistraten og domkapitlet i Ribe, men kongen gav ham stadig medhold. 
Han døde ved et besøg i København i anledning af Prins Christians (senere d.5) valg til tronfølger. Hans enke og hans børn, blev økonomisk understøttet af hans mange gode venner, både blandt høje og lave samfundsklasser.